# 운남어린이도서관
운남어린이도서관은 광주광역시 광산구 운남동 소재의 구립 어린이 도서관이다.

## 연혁
- 2005년 4월 운남어린이도서관 건립계획
- 2007년 12월 공사계약 및 착공
- 2008년 10월 24일 준공
- 2008년 12월 18일 개관